# Филлмор, Миллард
Ми́ллард Фи́ллмор (англ. Millard Fillmore; 7 января 1800, Саммерхилл, штат Нью-Йорк — 8 марта 1874, Буффало, штат Нью-Йорк) — американский политический и государственный деятель; тринадцатый президент США (1850—1853), двенадцатый вице-президент США (1849—1850). Последний президент от партии Вигов США (а не от Демократической или Республиканской партий) и второй, занявший пост вследствие смерти предшественника. Затем дважды баллотировался в президенты самостоятельно, но оба раза неудачно.

## Начало карьеры
Миллард Филлмор — сын небогатого фермера из штата Нью-Йорк.
Учился мастерству у портного, а с 15-летнего возраста работал на суконной фабрике.
Миллард Филлмор своё свободное время посвящал чтению. Он купил долю в библиотеке и прочитал оттуда все книги, которые мог.
Благодаря помощи нескольких состоятельных людей Миллард мог изучить правоведение в Буффало и в дальнейшем стать адвокатом и членом законодательного собрания штата, где провёл закон об отмене личного задержания за долги.
В 1828 году Миллард Филлмор знакомится со своим будущим политическим оппонентом Т. Уидом. Последний убедил будущего президента присоединиться к антимасонскому движению.
А в следующем году Милларда Филлмора избрали в законодательное собрание штата Нью-Йорк. Тогда же он перешёл следом за Уидом в антиджексоновское движение.
В 1833—1835 и 1837—1843 годах заседал в конгрессе США. В начале 1830-х вступил в партию вигов, но отличался большой умеренностью и склонностью к компромиссам.
На выборах 1848 года виги выставили его кандидатом на пост вице-президента США и 4 марта 1849 года он занял его. 9 июля 1850 года смерть президента Закари Тейлора сделала Милларда Филлмора тринадцатым президентом Соединённых Штатов.

## Президентство
В отличие от Тейлора, Филмор поддержал законопроект Генри Клея, основу Компромисса 1850 года. Он содействовал проведению этого компромисса Клея, вознаграждавшего рабовладельцев за принятие Калифорнии в состав Союза на правах свободного штата законом о преследовании беглых рабов в пределах свободных штатов. Закон этот не примирил с Филлмором демократов, но оттолкнул от него вигов Севера, и когда он на выборах 1852 года пожелал выступить кандидатом на президентство на следующий четырёхлетний срок, то нашёл поддержку лишь среди немногочисленных вигов Юга; в результате кандидатом в президенты от партии был выдвинут Уинфилд Скотт. Во внешней политике Филмор поддерживал дипломатию канонерок экспедиции коммодора Перри на Дальнем Востоке, был смущен флибустьерскими экспедициями Нарсисо Лопеса на Кубу и выступал против французских планов относительно Гавайев

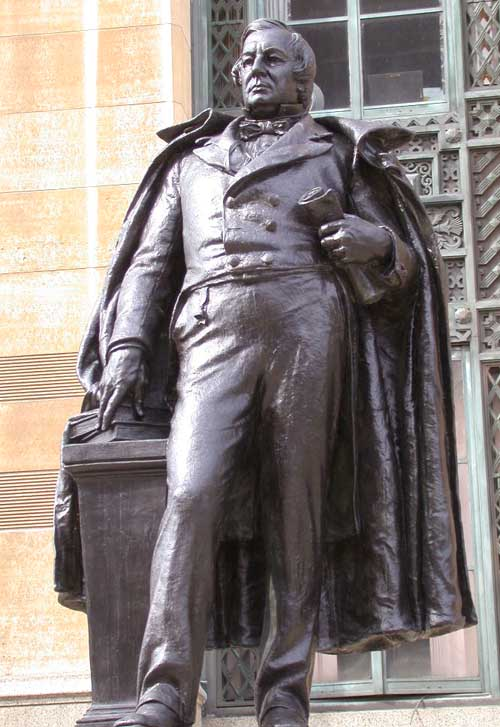
Статуя в Буффало

На выборах 1856 года его выставила кандидатом на президентство эфемерная партия Know nothing (индифферентная к самому жгучему вопросу о рабовладении и требовавшая ограничения доступа переселенцев в Соединённые Штаты). Несмотря на акцент его партии на антииммиграционной и антикатолической политике, во время выборов он мало говорил об иммиграции, сосредоточившись на сохранении Союза, и победил только в Мэриленде. При окончательной баллотировке за него проголосовали лишь 8 из 296 выборщиков (при избрании выборщиков — 874 000 голосов из общего числа 4 млн.). На этом и закончилась его политическая карьера. См. J. Chamberlain, «Biography of Millard F.» (Буффало, 1856).

## Смерть
Умер в 23:10 вечера 8 марта 1874 года от последствий инсульта. Его последними словами, относящимися к кормилице, были: 
Кормят как на убой.
 Был похоронен на кладбище «Форест Лоун» рядом с могилой жены. Там 7 января каждого года проводится церемония чествования бывшего президента.

## Память
В честь Филлмора назван город в штате Нью-Йорк, округа штатов Миннесота, Небраска и Юта.
Его имя также носят:
- начальная школа в Моравии;
- начальная школа в Дэвенпорте;
- госпиталь «Сёркл Гейтс» в Буфалло;
- пригородный госпиталь в Уильямсвилле;
- академический центр Университета Буфалло;
- Глен-Стейт-Парк;
- парк в Александрии;
- улица в окрестностях Сан-Франциско.